# Paradox (Royal Hunt)
Paradox è il quarto album del gruppo progressive metal danese Royal Hunt.

## Tracce
1. The Awakening – 1:39 (André Andersen)
2. River of Pain – 7:14 (André Andersen)
3. Tearing Down the World – 5:32 (André Andersen)
4. Message to God – 6:41 (André Andersen)
5. Long Way Home – 5:54 (André Andersen)
6. Time Will Tell – 9:31 (André Andersen)
7. Silent Scream – 6:13 (André Andersen)
8. It's Over – 6:20 (André Andersen)
9. Martial Arts (Instrumental) – 1:51 (André Andersen)
10. The Final Lullaby – 4:01 (Steen Mogensen)

## Formazione
- André Andersen – tastiere
- D. C. Cooper – voce
- Steen Mogensen – basso
- Jacob Kjaer – chitarra
- Allan Sorensen – batteria
- Maria McTurk – cori
- Lise Hansen – cori
- Kenny Lubcke – cori